# Vite a ricircolo di sfere

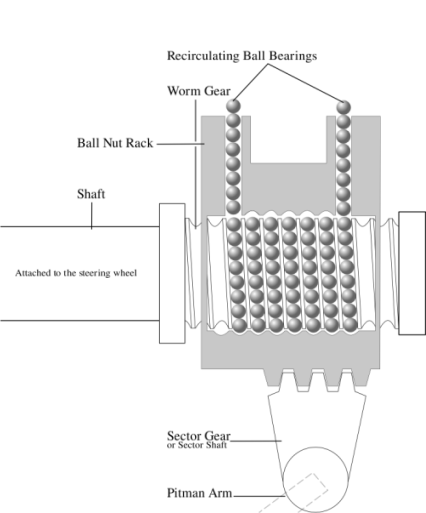

La vite a ricircolo di sfere è un tipo di vite, così chiamata in quanto tra l'albero filettato e la madrevite, a filettatura concava, vengono inserite sfere di acciaio in un vano a spirale che si viene a formare, le quali hanno il compito di trasformare l'attrito radente in attrito volvente.  La scanalatura elicoidale che viene ricavata ha una sezione emisferica avente lo stesso passo della vite ma diametro medio molto superiore.
È il meccanismo più frequentemente utilizzato per trasformare un moto rotatorio in un moto traslatorio; essa può essere considerata come un perfezionamento della "vite-madrevite", rispetto alla quale risulta più precisa e dotata di un rendimento molto superiore (rendimento=90%ca.).
Alcuni dei vantaggi garantiti dall'utilizzo delle viti a ricircolo di sfere sono:
- elevato rendimento e durata
- resistenza all'usura alquanto elevata
- significativa rigidità assiale
- notevole riduzione dell'attrito fra le parti a contatto

Questa tipologia di vite è molto utilizzata sulle macchine utensili per la trasmissione del moto.
Le sfere, di mano in mano che la chiocciola avanza, vengono scaricate dietro la chiocciola stessa, trasportate davanti alla chiocciola e automaticamente ricaricate, dando la denominazione del meccanismo.
Si distinguono due modelli di viti a ricircolo di sfere:
- a) Modelli a ricircolo interno delle sfere: vengono precaricate e la loro ricircolazione avviene riportandole indietro, dopo ogni giro, al giro precedente, grazie ad un sistema brevettato di scanalatura oscillante progettato allo scopo, situato all'interno della chiocciola. La dimensione della chiocciola in questo modello è minore, il numero delle sfere è minore e quindi sono minori l'usura e l'attrito.
- b) Modelli a ricircolo esterno delle sfere: le sfere, dopo vari giri, vengono riportate all'inizio del circolo attraverso un tubetto esterno alla chiocciola, che di conseguenza risulta essere più ingombrante. Le parti di accoppiamento devono avere una cavità per il passaggio dei tubetti di ritorno. Questo modello risulta vantaggioso nel caso di viti a passo lungo ed è adottabile, a differenza del precedente, l'aggiunta di additivi che ne aumentino la resistenza alla corrosione e la stabilità.